# Quân hàm Quân Giải phóng Nhân dân Trung Quốc

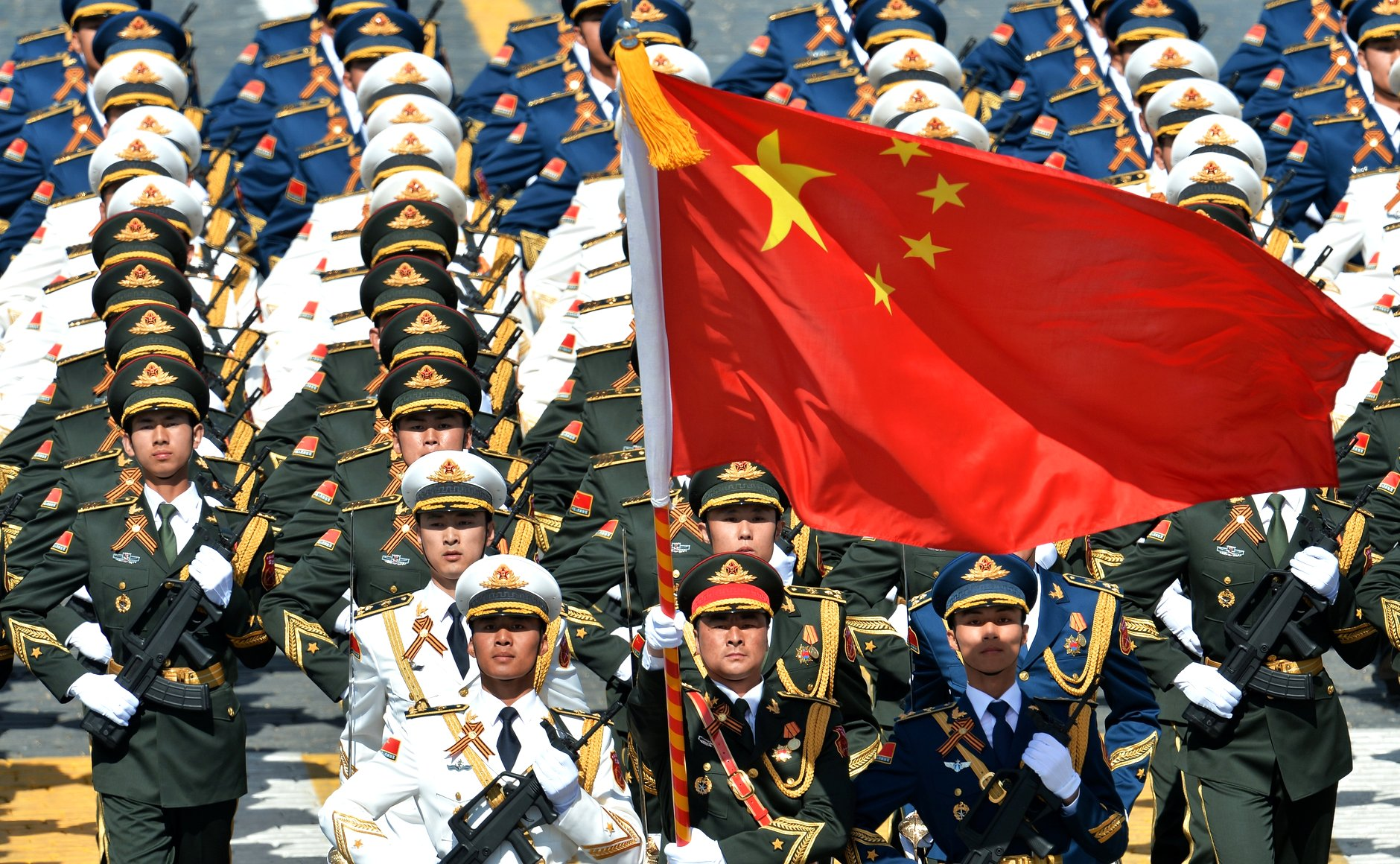
Đội nghi lễ của Quân Giải phóng Nhân dân Trung Quốc trong lễ phục mùa hè kiểu 14 tại Lễ duyệt binh Ngày chiến thắng tại Moskva năm 2015.

Quân hàm Quân Giải phóng Nhân dân Trung Quốc là hệ thống cấp bậc quân sự của Quân Giải phóng Nhân dân Trung Quốc. Hệ thống hiện tại bao gồm 5 bậc 19 cấp, phân theo các quân chủng Lục quân, Hải quân, Không quân và Tên lửa chiến lược, sử dụng thống nhất danh xưng quân hàm. Ngoài ra, lực lượng Cảnh sát vũ trang cũng sử dụng hệ thống quân hàm của Quân Giải phóng Nhân dân Trung Quốc.
Theo "Điều lệ Quân hàm Quân Giải phóng Nhân dân Trung Quốc", lãnh đạo tối cao của lực lượng vũ trang Trung Quốc (cụ thể là Chủ tịch Quân ủy Quân sự) không thụ phong quân hàm, nhưng có quyền phê chuẩn phong quân hàm cho các quân nhân từ cấp bậc Thượng tá đến Thượng tướng (là cấp bậc cao nhất của Quân Giải phóng Nhân dân Trung Quốc hiện tại).

## Lược sử

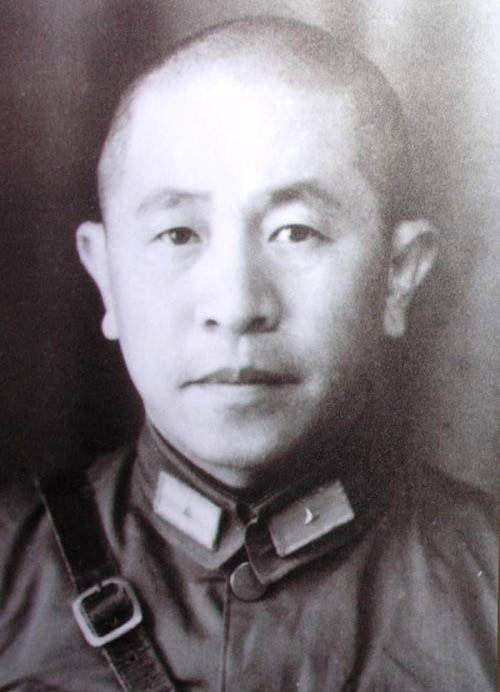
Diệp Quý Tráng trong quân phục với cấp bậc Thiếu tướng Quốc dân Cách mệnh Quân.

Mặc dù lực lượng Hồng quân Công Nông (tiền thân của Quân Giải phóng Nhân dân Trung Quốc) được thành lập từ năm 1927, tuy nhiên như quan niệm phổ biến thời bấy giờ của các lãnh đạo Cộng sản, hệ thống quân hàm là di sản của sự phân chia giai cấp và bất bình đẳng, nên nó không được áp dụng. Trong thời kỳ Quốc-Cộng hợp tác, tháng 8 năm 1937, lực lượng Hồng quân được biên chế vào Quốc dân Cách mệnh Quân. Một số chỉ huy quân sự của Hồng quân cũng được đồng hóa mang quân hàm của Quốc dân Cách mệnh Quân để thuận tiện trong việc chỉ huy tác chiến (như trường hợp của Diệp Quý Tráng được đồng hóa cấp bậc Thiếu tướng Quốc dân Cách mệnh quân).
Sau khi Nhật Bản đầu hàng, Nội chiến Trung Quốc lại bùng nổ. Lực lượng Hồng quân dần sử dụng danh xưng mới Quân Giải phóng Nhân dân Trung Quốc, nhưng vẫn giữ lại truyền thống không sử dụng quân hàm. Đến Chiến tranh Triều Tiên, những bất cập do việc không áp dụng chế độ quân hàm, gây ảnh hưởng lớn đến chỉ huy tác chiến, dần lộ rõ. Sau khi chiến tranh kết thúc, chế độ quân hàm đã được đề xuất áp dụng.
Hệ thống quân hàm mới được mô phỏng theo hệ thống quân hàm Liên Xô với 5 bậc 18 cấp. Hệ thống này còn thành lập cấp bậc Nguyên soái Cộng hòa Nhân dân Trung Hoa (mô phỏng theo cấp bậc Nguyên soái Liên Xô) để phong các các lãnh đạo chính trị và quân sự cao cấp nhất, và cấp bậc Đại nguyên soái Cộng hòa Nhân dân Trung Hoa (mô phỏng theo cấp bậc Đại nguyên soái Liên Xô), dự định tôn phong cho Mao Trạch Đông. Tuy nhiên, cũng như Stalin, Mao Trạch Đông cũng từ chối nhận cấp bậc Đại nguyên soái, thậm chí mở ra tiền lệ các lãnh đạo chính trị cao cấp không nhận phong quân hàm. Theo gương ông, các lãnh đạo khác như Lưu Thiếu Kỳ, Chu Ân Lai, Đặng Tiểu Bình... cũng bày tỏ ý định không muốn nhận phong quân hàm Nguyên soái.

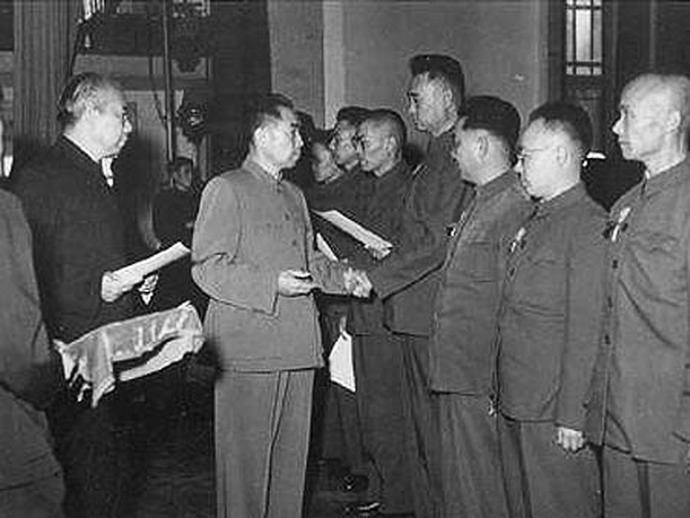
Thủ tướng Chu Ân Lai trao quyết định phong cấp cho các tướng lĩnh.

Ngày 27 tháng 9 năm 1955, đại lễ trao quân hàm và huân chương của Quân giải phóng nhân dân Trung Quốc được tổ chức tại Hoài Nhân Đường Trung Nam Hải. Chủ tịch Mao Trạch Đông đã trao các quân hàm cho bảy nguyên soái ở Bắc Kinh (trong số 10 vị nguyên soái được phong), cũng như các huân chương cao cấp cho các nguyên soái và tướng lĩnh. Cùng ngày, Quốc vụ viện Cộng hòa Nhân dân Trung Hoa tổ chức lễ phong quân hàm cấp tướng tại khán phòng Bộ Ngoại giao Trung Nam Hải. Theo đó có 10 đại tướng, 55 thượng tướng, 175 trung tướng và 798 thiếu tướng được thụ phong quân hàm. Trong số các tướng lĩnh thụ phong, có thiếu tướng Hồng Thủy là người Việt Nam và là người nước ngoài duy nhất.
Các buổi lễ phong quân hàm sau đó tiếp tục được tổ chức tại các địa phương hoặc tại các cấp đơn vị. Trong đợt phong hàm đầu tiên vào năm 1955, tổng cộng có hơn 60 vạn quân nhân đã được phong quân hàm sĩ quan. Trong số đó, có 10 nguyên soái, 10 đại tướng, 55 thượng tướng, 175 trung tướng, 800 thiếu tướng, hơn 32.000 sĩ quan cấp tá, hơn 498.000 sĩ quan cấp úy và hơn 113.000 sĩ quan cấp chuẩn úy.
Ban đầu, hệ thống quân hàm 1955 được phân thành 7 nhóm ngành. Nhóm ngành 1 là nhóm sĩ quan chỉ huy, chính trị, phân chi tiết binh chủng gồm có bộ binh, kỵ binh, pháo binh, thiết giáp, công binh, đường sắt, thông tin, hậu cần, công an, không quân, hải quân, tuần duyên; cả thảy 12 loại. Trừ cấp bậc tướng lĩnh của hải quân thì bổ sung hậu tố "hải quân" sau danh xưng cấp bậc (VD: trung tướng hải quân), các cấp bậc còn lại của các ngành đều giống nhau. Các nhóm ngành còn làm là kỹ thuật (nhóm 2), quân nhu (nhóm 3), quân y (nhóm 4), thú y (nhóm 5), quân pháp (nhóm 6) và hành chính (nhóm 7). Các nhóm ngành này, hậu tố được thêm vào sau mỗi danh xưng cấp bậc. Ngoài quân phục, các quân binh chủng phân biệt theo cấp hiệu. Nền cấp hiệu 1955 của bộ binh lục quân có màu đỏ sậm, công an màu xanh lục, kỵ binh lục quân màu xanh lam sẫm, không quân và hàng không hải quân màu xanh lam nhạt, quân nhu màu tía, hải quân, radar phòng không, thông tin, công binh, đường sắt, vận tải quân sự màu đen, pháo binh lục quân, thiết giáp, cơ giới, hành chính, pháo binh phòng không bờ biển, quân y, thú y, quân pháp màu đỏ nhạt.
Trên thực tế, hệ thống phân loại này phức tạp và chồng chéo. Chẳng hạn các sĩ quan chính trị công tác trong các lực lượng hải quân, không quân và công an, lại mang cấp hiệu lục quân mà không mang cấp hiệu của quân chủng tương ướng; lực lượng phòng không không có cấp hiệu riêng, hàng không hải quân lại mang cấp hiệu không quân, hậu cần mang quân hàm quân nhu... Do vậy, ngày 25 tháng 11 năm 1955, Bộ Tổng tham mưu Quân Giải phóng Nhân dân đã phải ban hành quy định tạm thời về cấp hiệu quân sự, đơn giản hóa màu sắc thành 3 loại: lục quân, công an và phòng không lục quân có màu đỏ, hải quân và công an tuần duyên có màu đen, còn lực lượng không quân, phòng không và hàng không hải quân có màu xanh da trời.

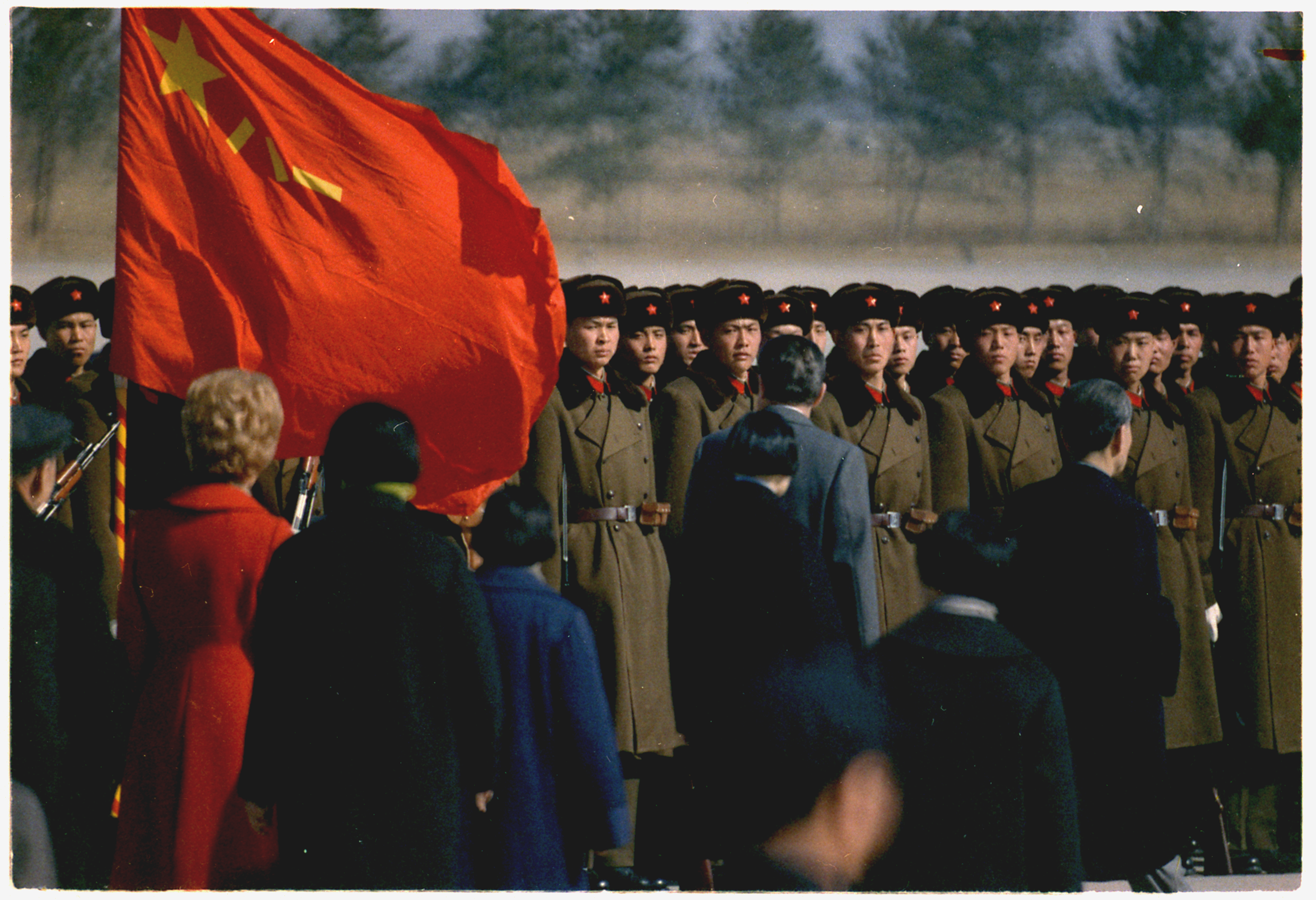
Ảnh chụp đội vệ binh danh dự của Trung Quốc trong lễ tiếp đón Chuyến thăm Trung Quốc của Richard Nixon năm 1972 tại sân bay Bắc Kinh. Chú ý trên quân phục mùa đông kiểu 65 chỉ có mảnh tiết màu đỏ, phản ánh sự bình đẳng của các sĩ quan và binh sĩ.

Tháng 1 năm 1956, thành lập quân hàm công an đường thủy, với cấp hiệu tương đồng với cấp hiệu hải quân, chỉ bổ sung hậu tố "công an đường thủy" sau danh xưng cấp bậc.
Năm 1963, hệ thống quân hàm đã đơn giản hóa 12 tiểu loại của nhóm ngành 1 thành ba loại, gồm lục quân (không thêm hậu tố), hải quân (thêm hậu tố "hải quân") và không quân (thêm hậu tố "không quân"). các ngành kỹ thuật, quân nhu, quân y, thú y, quân pháp và hành chính không thay đổi. Tuy nhiên, chỉ 2 năm sau, do ảnh hưởng của Cách mạng Văn hóa, ngày 1 tháng 5 năm 1965, Hội nghị lần thứ chín của Ủy ban Thường vụ Đại hội đại biểu nhân dân toàn quốc lần thứ ba đã thông qua quyết định hủy bỏ hệ thống quân hàm của Quân Giải phóng Nhân dân Trung Quốc.

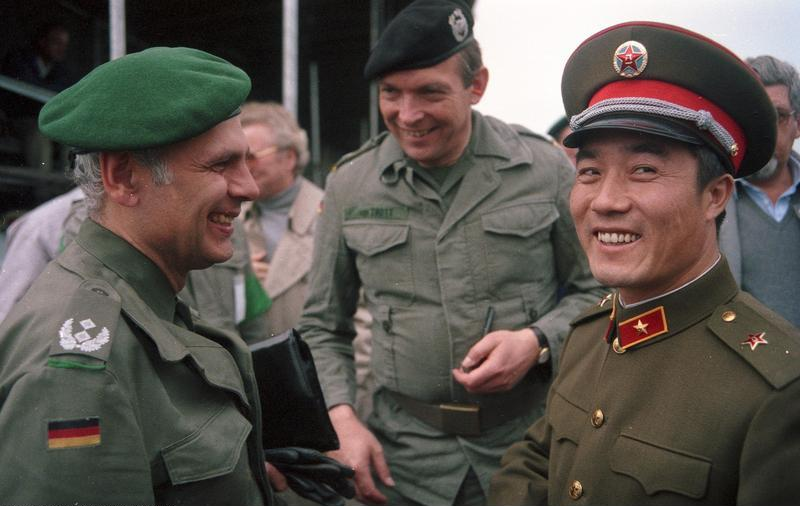
Một sĩ quan Quân giải phóng nhân dân Trung Quốc (đầu tiên từ phải sang) mặc quân phục mùa đông kiểu 85. Do hệ thống cấp bậc chưa được khôi phục vào thời điểm đó, anh ta chỉ đeo tiết cổ áo và phù hiệu có biểu tượng quân đội.

Trong hơn 20 năm sau đó, Quân Giải phóng Nhân dân Trung Quốc không thiết lập các cấp quân hàm. Một lần nữa, những bất cập của việc thiếu hệ thống quân hàm trong chiến tranh Việt-Trung lộ rõ, yêu cầu phải chính quy hệ thống cấp bậc chỉ huy trong quân đội chuyên nghiệp. Năm 1984, Luật nghĩa vụ quân sự quy định nối lại hệ lại hệ thống cấp bậc, tuy nhiên, do nhiều lý do trì hoãn, mãi đến ngày 30 tháng 12 năm 1987, Thường vụ Quân ủy Trung ương mới ra quyết định thực hiện hệ thống cấp bậc quân hàm mới trước ngày Quốc khánh năm 1988 (01 tháng 10). Ngoài ra, hệ thống cấp bậc quân hàm 1955-1965 vẫn được thừa nhận và có giá trị nối tiếp.
Hệ thống quân hàm 1988 được phân thành 6 bậc 17 cấp. Cấp bậc Đại tướng được đổi danh xưng thành "Nhất cấp Thượng tướng". Sau khi chế độ quân hàm được phục hồi, tính đến cuối năm 1988, toàn quốc có hơn 587.000 sĩ quan và hơn 147.000 cán bộ dân sự đã được phong quân hàm. Trong đó có 17 thượng tướng, 146 trung tướng và 1.279 thiếu tướng; hơn 178.000 sĩ quan cấp tá và 488.000 sĩ quan cấp úy, với số lượng sĩ quan lục quân chiếm đa số áp đảo.
Hệ thống quân hàm 1988 cơ sở ổn định, chỉ trải qua 4 lần sửa đổi nhỏ. Năm 1993, thành lập quân hàm hạ sĩ quan cao cấp với 4 cấp riêng biệt. Năm 1994, quân hàm Nhất cấp Thượng tướng bị bãi bỏ, quân hàm Thượng tướng (3 sao) trở thành cấp bậc cao nhất của Quân Giải phóng Nhân dân Trung Quốc. Năm 1999, quân hàm hạ sĩ quan và binh sĩ được tinh giản từ 3 bậc 9 cấp xuống thành 2 bậc 8 cấp. Năm 2009, hệ thống quân hàm một lần nữa được phân loại thành 5 bậc 19 cấp và tồn tại đến ngày nay.

## Cấp hiệu

### Hệ thống cấp bậc 1955-1965

#### Sĩ quan
| Quân chủng                     | Cấp hiệu cầu vai       | Cấp hiệu cầu vai | Cấp hiệu cầu vai | Cấp hiệu cầu vai  | Cấp hiệu cầu vai | Cấp hiệu cầu vai | Cấp hiệu cầu vai | Cấp hiệu cầu vai | Cấp hiệu cầu vai | Cấp hiệu cầu vai | Cấp hiệu cầu vai | Cấp hiệu cầu vai | Cấp hiệu cầu vai | Cấp hiệu cầu vai | Cấp hiệu cầu vai |
| ------------------------------ | ---------------------- | ---------------- | ---------------- | ----------------- | ---------------- | ---------------- | ---------------- | ---------------- | ---------------- | ---------------- | ---------------- | ---------------- | ---------------- | ---------------- | ---------------- |
| Lục quân                       |                        |                  |                  |                   |                  |                  |                  |                  |                  |                  |                  |                  |                  |                  |                  |
| Hải quân                       |                        |                  |                  |                   |                  |                  |                  |                  |                  |                  |                  |                  |                  |                  |                  |
| Không quân                     |                        |                  |                  |                   |                  |                  |                  |                  |                  |                  |                  |                  |                  |                  |                  |
| Danh xưng Việt ngữ tương đương | Đại nguyên soái 大元帅 | Nguyên soái 元帅 | Đại tướng 大将   | Thượng tướng 上将 | Trung tướng 中将 | Thiếu tướng 少将 | Đại tá 大校      | Thượng tá 上校   | Trung tá 中校    | Thiếu tá 少校    | Đại úy 大尉      | Thượng úy 上尉   | Trung úy 中尉    | Thiếu úy 少尉    | Chuẩn úy 准尉    |
| Cấp bậc NATO tương ứng         | OF-10                  | OF-10            | OF-9             | OF-9              | OF-8             | OF-7             | OF-6             | OF-5             | OF-4             | OF-3             | OF-2             | OF-2             | OF-1             | OF-1             | OF(D)            |

#### Hạ sĩ quan và binh sĩ
| Quân chủng                     | Cấp hiệu cổ áo | Cấp hiệu cổ áo | Cấp hiệu cổ áo | Cấp hiệu cổ áo   | Cấp hiệu cổ áo |
| ------------------------------ | -------------- | -------------- | -------------- | ---------------- | -------------- |
| Lục quân                       |                |                |                |                  |                |
| Hải quân                       |                |                |                |                  |                |
| Không quân                     |                |                |                |                  |                |
| Danh xưng Việt ngữ tương đương | Thượng sĩ 上士 | Trung sĩ 中士  | Hạ sĩ 下士     | Binh nhất 上等兵 | Binh nhì 列兵  |
| Cấp bậc NATO tương ứng         | OR-05          | OR-04          | OR-03          | OR-02            | OR-01          |

### Hệ thống cấp bậc 1988-1994

#### Sĩ quan
| Quân chủng                     | Cấp hiệu cầu vai   | Cấp hiệu cầu vai  | Cấp hiệu cầu vai | Cấp hiệu cầu vai | Cấp hiệu cầu vai | Cấp hiệu cầu vai | Cấp hiệu cầu vai | Cấp hiệu cầu vai | Cấp hiệu cầu vai | Cấp hiệu cầu vai | Cấp hiệu cầu vai | Cấp hiệu cầu vai | Cấp hiệu cầu vai |
| ------------------------------ | ------------------ | ----------------- | ---------------- | ---------------- | ---------------- | ---------------- | ---------------- | ---------------- | ---------------- | ---------------- | ---------------- | ---------------- | ---------------- |
| Lục quân                       |                    |                   |                  |                  |                  |                  |                  |                  |                  |                  |                  |                  |                  |
| Hải quân                       |                    |                   |                  |                  |                  |                  |                  |                  |                  |                  |                  |                  |                  |
| Không quân                     |                    |                   |                  |                  |                  |                  |                  |                  |                  |                  |                  |                  |                  |
| Danh xưng Việt ngữ tương đương | Đại tướng 一级上将 | Thượng tướng 上将 | Trung tướng 中将 | Thiếu tướng 少将 | Đại tá 大校      | Thượng tá 上校   | Trung tá 中校    | Thiếu tá 少校    | Thượng úy 上尉   | Trung úy 中尉    | Thiếu úy 少尉    | Học viên 学员    |                  |
| Cấp bậc NATO tương ứng         | OF-10              | OF-9              | OF-8             | OF-7             | OF-6             | OF-5             | OF-4             | OF-3             | OF-2             | OF-1             | OF-1             | OF(D)            |                  |

#### Hạ sĩ quan và binh sĩ
| Quân chủng                     | Cấp hiệu cầu vai        | Cấp hiệu cầu vai                 | Cấp hiệu cầu vai | Cấp hiệu cầu vai | Cấp hiệu cầu vai | Cấp hiệu cầu vai | Cấp hiệu cầu vai |
| ------------------------------ | ----------------------- | -------------------------------- | ---------------- | ---------------- | ---------------- | ---------------- | ---------------- |
| Lục quân                       |                         |                                  |                  |                  |                  |                  |                  |
| Hải quân                       |                         |                                  |                  |                  |                  |                  |                  |
| Không quân                     |                         |                                  |                  |                  |                  |                  |                  |
| Danh xưng Việt ngữ tương đương | Thượng sĩ trưởng 军士长 | Thượng sĩ chuyên nghiệp 专业军士 | Thượng sĩ 上士   | Trung sĩ 中士    | Hạ sĩ 下士       | Binh nhất 上等兵 | Binh nhì 列兵    |
| Cấp bậc NATO tương ứng         | OR-07                   | OR-06                            | OR-05            | OR-04            | OR-03            | OR-02            | OR-01            |

Quy định quân hàm hạ sĩ quan năm 1993
1. Sĩ quan
  1. Tứ cấp quân sĩ trưởng; Tứ cấp chuyên nghiệp quân sĩ
  2. Tam cấp quân sĩ trưởng; Tam cấp chuyên nghiệp quân sĩ
  3. Nhị cấp quân sĩ trưởng; Nhị cấp chuyên nghiệp quân sĩ
  4. Nhất cấp quân sĩ trưởng;Nhất cấp chuyên nghiệp quân sĩ
2. Quân sĩ
  1. Thượng sĩ
  2. Trung sĩ
  3. Hạ sĩ

Quy định quân hàm hạ sĩ quan năm 1999
1. Sĩ quan cao cấp
  1. Lục cấp sĩ quan
  2. Ngũ cấp sĩ quan
2. Sĩ quan trung cấp
  1. Tứ cấp sĩ quan
  2. Tam cấp sĩ quan
3. Sĩ quan sơ cấp
  1. Nhị cấp sĩ quan
  2. Nhất cấp sĩ quan

Quy định quân hàm hạ sĩ quan năm 2009
1. Sĩ quan cao cấp
  1. Nhất cấp quân sĩ trưởng
  2. Nhị cấp quân sĩ trưởng
  3. Tam cấp quân sĩ trưởng
2. Sĩ quan trung cấp
  1. Tứ cấp quân sĩ trưởng
  2. Thượng sĩ
3. Sĩ quan sơ cấp
  1. Trung sĩ
  2. Hạ sĩ

### Quân hàm hiện tại

#### Sĩ quan
| Quân chủng                     | Cấp hiệu cầu vai | Cấp hiệu cầu vai  | Cấp hiệu cầu vai | Cấp hiệu cầu vai | Cấp hiệu cầu vai | Cấp hiệu cầu vai | Cấp hiệu cầu vai | Cấp hiệu cầu vai | Cấp hiệu cầu vai | Cấp hiệu cầu vai | Cấp hiệu cầu vai | Cấp hiệu cầu vai | Cấp hiệu cầu vai |
| ------------------------------ | ---------------- | ----------------- | ---------------- | ---------------- | ---------------- | ---------------- | ---------------- | ---------------- | ---------------- | ---------------- | ---------------- | ---------------- | ---------------- |
| Lục quân                       | Không thành lập  |                   |                  |                  |                  |                  |                  |                  |                  |                  |                  |                  |                  |
| Hải quân                       | Không thành lập  |                   |                  |                  |                  |                  |                  |                  |                  |                  |                  |                  |                  |
| Không quân                     | Không thành lập  |                   |                  |                  |                  |                  |                  |                  |                  |                  |                  |                  |                  |
| Tên lửa · chiến lược           | Không thành lập  |                   |                  |                  |                  |                  |                  |                  |                  |                  |                  |                  |                  |
| Danh xưng Việt ngữ tương đương | Không thành lập  | Thượng tướng 上将 | Trung tướng 中将 | Thiếu tướng 少将 | Đại tá 大校      | Thượng tá 上校   | Trung tá 中校    | Thiếu tá 少校    | Thượng úy 上尉   | Trung úy 中尉    | Thiếu úy 少尉    | Học viên 学员    |                  |
| Cấp bậc NATO tương ứng         | OF-10            | OF-9              | OF-8             | OF-7             | OF-6             | OF-5             | OF-4             | OF-3             | OF-2             | OF-1             | OF-1             | OF(D)            |                  |

#### Hạ sĩ quan và binh sĩ
| Quân chủng                     | Cấp hiệu cầu vai              | Cấp hiệu cầu vai             | Cấp hiệu cầu vai            | Cấp hiệu cầu vai        | Cấp hiệu cầu vai   | Cấp hiệu cầu vai | Cấp hiệu cầu vai | Cấp hiệu cầu vai | Cấp hiệu cầu vai |
| ------------------------------ | ----------------------------- | ---------------------------- | --------------------------- | ----------------------- | ------------------ | ---------------- | ---------------- | ---------------- | ---------------- |
| Lục quân                       |                               |                              |                             |                         |                    |                  |                  |                  |                  |
| Hải quân                       |                               |                              |                             |                         |                    |                  |                  |                  |                  |
| Không quân                     |                               |                              |                             |                         |                    |                  |                  |                  |                  |
| Tên lửa · chiến lược           |                               |                              |                             |                         |                    |                  |                  |                  |                  |
| Danh xưng Việt ngữ tương đương | Chuẩn úy hạng nhất 一级军士长 | Chuẩn úy hạng nhì 二级军士长 | Chuẩn úy hạng ba 三级军士长 | Thượng sĩ nhất 一级上士 | Thượng sĩ 二级上士 | Trung sĩ 中士    | Hạ sĩ 下士       | Binh nhất 上等兵 | Binh nhì 列兵    |
| Cấp bậc NATO tương ứng         | OR-09                         | OR-08                        | OR-07                       | OR-06                   | OR-05              | OR-04            | OR-03            | OR-02            | OR-01            |

## Hải quân
Cấp bậc Hải quân Quân Giải phóng Nhân dân tương tự cấp bậc Lục quân.

### Sĩ quan
Tướng hạng
1. Thượng tướng Hải quân (Đô đốc)
2. Trung tướng Hải quân (Phó Đô đốc)
3. Thiếu tướng Hải quân (Chuẩn Đô đốc)

Tá hạng
1. Đại tá Hải quân
2. Thượng tá Hải quân
3. Trung tá Hải quân
4. Thiếu tá Hải quân

Úy hạng
1. Thượng úy Hải quân
2. Trung úy Hải quân
3. Thiếu úy Hải quân

Học viên
1. Học viên Hải quân

### Hạ sĩ quan và quân sĩ chuyên nghiệp
Quân sĩ chuyên nghiệp
1. Nhất cấp quân sĩ trưởng Hải quân
2. Nhị cấp quân sĩ trưởng Hải quân
3. Tam cấp quân sĩ trưởng Hải quân
4. Tứ cấp quân sĩ trưởng Hải quân

Hạ sĩ quan
1. Thượng sĩ Hải quân
2. Trung sĩ Hải quân
3. Hạ sĩ Hải quân

Binh
1. Thượng đẳng binh Hải quân
2. Thủy binh

## Không quân
Cũng tương tự như cấp bậc Hải quân Quân giải phóng Nhân dân Trung Quốc, cấp bậc Không quân Quân Giải phóng Nhân dân Trung Quốc tương tự cấp bậc Lục quân Quân Giải phóng Nhân dân Trung Quốc.

### Sĩ quan
Tướng hạng
1. Thượng tướng Không quân
2. Trung tướng Không quân
3. Thiếu tướng Không quân

Tá hạng
1. Đại tá không quân
2. Thượng tá Không quân
3. Trung tá Không quân
4. Thiếu tá Không quân

Úy hạng (1 vạch)
1. Thượng úy Không quân
2. Trung úy Không quân
3. Thiếu úy Không quân

Học viên
1. Học viên Không quân

### Hạ sĩ quan
Quân sĩ trưởng
1. Nhất cấp quân sĩ trưởng Không quân
2. Nhị cấp quân sĩ trưởng Không quân
3. Tam cấp quân sĩ trưởng Không quân
4. Tứ cấp quân sĩ trưởng Không quân

Hạ sĩ quan
1. Thượng sĩ Không quân
2. Trung sĩ Không quân
3. Hạ sĩ Không quân

Binh
1. Thượng đẳng binh Không quân
2. Liệt binh Không quân